# White Chalk
White Chalk (с англ. — «Белый мел») — седьмой студийный альбом PJ Harvey, выпущен в Великобритании 24 сентября 2007 года, в США — 2 октября 2007 года.

## Об альбоме
Работа над White Chalk началась в 2007 году совместно с продюсером Марком Эллисом (больше известным под псевдонимом «Flood») и Джоном Пэришем, уже работавшими с PJ Harvey над альбомами To Bring You My Love и Is This Desire? Также в работе над альбомом приняли участие Эрик Дрю Фелдман и Джим Уайт из группы Dirty Three.
Первым синглом с альбома стала композиция «When Under Ether». Сингл заранее был анонсирован на официальном сайте Харви. «When Under Ether» был выпущен 17 сентября 2007 года.

### Стиль
На этом альбоме Харви отошла от альтернативного рока и записала песни для фортепиано, пренебрегая недостатком опыта игры на этом инструменте. В интервью журналу The Wire она объяснила, что «большим преимуществом в изучении нового инструмента с нуля является… освобождение вашего воображения».
Вдобавок к этому, она поёт в более высоком регистре, чем обычно, выше пределов её нормального диапазона.
Несмотря на это, лирически Харви придерживается тёмной и меланхоличной тематики, обычной для большинства её произведений.

### Отклики
The Observer оценил альбом в 5 звёзд из 5. Rolling Stone дал синглу «When Under Ether» 4 звезды из 5.

## Список композиций
Слова и музыка всех песен — Полли Джин Харви.
| №   | Название           | Перевод             | Длительность |
| --- | ------------------ | ------------------- | ------------ |
| 1.  | «The Devil»        | Дьявол              | 2:57         |
| 2.  | «Dear Darkness»    | Дорогая темнота     | 3:10         |
| 3.  | «Grow Grow Grow»   | Расти, расти, расти | 3:23         |
| 4.  | «When Under Ether» | Когда под эфиром    | 2:25         |
| 5.  | «White Chalk»      | Белый мел           | 3:13         |
| 6.  | «Broken Harp»      | Сломанная арфа      | 1:58         |
| 7.  | «Silence»          | Молчание            | 3:11         |
| 8.  | «To Talk to You»   | Поговорить с тобой  | 4:00         |
| 9.  | «The Piano»        | Пианино             | 2:36         |
| 10. | «Before Departure» | Перед уходом        | 3:49         |
| 11. | «The Mountain»     | Гора                | 3:10         |

## В записи участвовали
- Пи Джей Харви: вокал, фортепиано, акустическая гитара, цитра, бас-гитара, клавишные, губная гармоника, сломанная арфа, скрипка.
- Джон Пэриш: ударные, вокал, бас-гитара, банджо, акустическая гитара, перкуссия, бокалы для вина.
- Эрик Дрю Фелдман: фортепиано, optigan, вокал, меллотрон, клавишные, mini-moog.
- Джим Уайт: ударные, перкуссия.

А также
- Нико Браун: концертино в Before Departure.
- Эндрю Диксон, Бриджет Пирс, Мартин Брансден, Нико Браун и Ник Бикат: дополнительный вокал в Before Departure.

## Место в хит-парадах
| Хит-парад (2007)        | Наивысшее место | Продажи |
| ----------------------- | --------------- | ------- |
| Australian Itunes Chart | 39              |         |
| Austrian Itunes Chart   | 4               |         |
| Belgian Itunes Chart    | 6               |         |
| Dannish Itunes Chart    | 5               |         |
| French Itunes Chart     | 2               |         |
| German Itunes Chart     | 27              |         |
| Irish Itunes Chart      | 5               |         |
| Ireland Albums Top 75   | 15              |         |
| Italian Itunes Chart    | 33              |         |
| Norway Itunes Chart     | 4               |         |
| Portuguese Itunes Chart | 4               |         |
| Spanish Itunes Chart    | 8               |         |
| Swiss Itunes Chart      | 10              |         |
| UK Albums Top 75        | 11              |         |
| UK Itunes Chart         | 15              |         |